# Liburnia

Gruppi erano-linguistici dell'Italia antica e delle aree circostanti nell'età del ferro. È visibile la Liburnia.

La Liburnia era un'antica regione della costa nord-orientale dell'Adriatico, nell'odierna Croazia, ed era abitata dal popolo illirico dei Liburni. In età ellenistica e romana i limiti della Liburnia si estendevano dal fiume Arsa in Istria, inglobando quindi la riviera orientale istriana, fino all'odierno fiume Cherca (l'antico Tizio) a sud di Zara, che fungeva da confine tra la Liburnia e la Dalmazia. Ad est, verso l'interno, la Liburnia era delimitata dalle Alpi Bebie (Velebit). Nella Liburnia classica erano comprese le vicine isole dell'Adriatico settentrionale come Veglia, Arbe, Cherso, Lussino, Pago, l'Isola Lunga, Sestrugno, Scarda e molte altre. Quando i Romani conquistarono la regione, questa fu inglobata nella provincia della Dalmazia.
Da qui sarebbe giunto Lucio Artorio Casto, che secondo alcuni studiosi sarebbe alla base della figura di Re Artù.
Nel Medioevo la Liburnia faceva parte della costa occidentale del primo Stato croato nel IX secolo, tant'è che i primi sovrani croati presero il titolo ufficiale di dux Croatiae et Liburniae. Nelle fasi più tarde del Medio Evo il nome Liburnia fu usato periodicamente per la costa orientale dell'Istria e anche per quella dalmata del nord, attorno alla pianura di Zara. In tempi recenti questo nome fu rimpiazzato dall'italiano "Quarnaro" e dal croato Kvarner, nomi con cui si indicano le isole dell'Adriatico settentrionale e l'adiacente costa tra Istria e Dalmazia. Il nome Liburnia persiste solo nell'uso letterario e in alcune indicazioni turistiche nell'alto Adriatico.